# جيلانشاه
جيلانشاه هو أمير الساساني حكم جيلان، وهو ابن فيروز، الذي حكم جيلان حتى عام 642. جيلانشاه هو من سلالة جاماسب، الملك الساساني الحادي والعشرون. وكان جده نارسي كامجار والي أرمينيا الذي أخضع دربند وجيلان، وبعد ذلك أصبح والده فيروز حاكمًا لأرمينيا أولًا، ثم جاء إلى جيلان وأخضع له الجيلانيين وأصبح حاكمًا لجيلان. بعد جيلانشاه، جاء ابنه جيل جاوبارا ليحكم جيلان، وبالإضافة إلى جيلان، أخضع بلاد الديلم.